# مسجد حاج تقی‌خان
مسجد حاج تقی‌خان از مساجد معروف و بزرگ شهر اراک محسوب می‌شود که در محله قلعه، خیابان محسنی قرار دارد. این بنا که در سال ۱۲۵۰ هجری قمری به دست حاج تقی‌خان امین احداث شده است، در دو طبقه به همراه یک آب‌انبار و یک حمام عمومی به بهره‌برداری رسید که امروزه آب‌انبار و حمام از بین رفته‌اند. این مسجد در سال ۱۳۷۰ به دست جمعی از مردم اراک مورد بازسازی کلی قرار گرفت. در میان امامان جماعت این مسجد، آقا نورالدین عراقی از شهرت بیشتری برخوردار می‌باشد.